# سويا فوجيوارا
سويا فوجيوارا (باليابانية: 藤原 奏哉) (مواليد 9 سبتمبر 1995) هو لاعب كرة قدم ياباني.

## وصلات خارجية
- سويا فوجيوارا على موقع رابطة كرة القدم اليابانية للمحترفين (اليابانية)
- سويا فوجيوارا على موقع قاعدة بيانات كرة القدم.إي يو (الإنجليزية)
- سويا فوجيوارا على موقع Soccerway.com (الإنجليزية)
- سويا فوجيوارا على موقع عالم كرة القدم.نت (الإنجليزية)